# Allium hermoneum
Allium hermoneum là một loài thực vật có hoa trong họ Amaryllidaceae. Loài này được (Kollmann & Shmida) Brullo, Guglielmo, Pavone & Salmeri mô tả khoa học đầu tiên năm 2007.